# Тайххойзер
Тайххойзер или Га́ты (нем. Teichhäuser; в.-луж. Haty) — деревня в Верхней Лужице, Германия. Входит в состав коммуны Реккельвиц района Баутцен в земле Саксония. Подчиняется административному округу Дрезден.
Находится в южной части района Лужицких озёр примерно в двух километрах севернее административного центра коммуны деревни Реккельвиц.
Соседние населённые пункты: на северо-востоке — деревня Граньца коммуны Ральбиц-Розенталь, на юге — деревня Нова-Веска и на западе — деревня Горни-Гайнк.
Впервые упоминается в 1875 году под наименованием Teichhäuser an Hohentanne.
В настоящее время деревня входит в состав культурно-территориальной автономии «Лужицкая поселенческая область», на территории которой действуют законодательные акты земель Саксонии и Бранденбурга, содействующие сохранению лужицких языков и культуры лужичан.
Официальным языком в населённом пункте, помимо немецкого, является также верхнелужицкий язык.
| 1875 | 2005 | 2007 | 2010 | 2015 | 2018 |
| ---- | ---- | ---- | ---- | ---- | ---- |
| 23   | 28   | 29   | 29   | 25   | 23   |